# Venturia aritai
Venturia aritai är en stekelart som beskrevs av Setsuya Momoi 1970. Venturia aritai ingår i släktet Venturia och familjen brokparasitsteklar. Inga underarter finns listade i Catalogue of Life.